# César Milstein
Pour les articles homonymes, voir Milstein.
César Milstein (8 octobre 1927 - 24 mars 2002) est un biochimiste argentin qui passe la plus grande part de sa vie en Grande-Bretagne. Son champ majeur de recherche concerne les anticorps, il reçoit le prix Nobel de physiologie ou médecine en 1984.

## Biographie
Milstein naît à Bahía Blanca en Argentine. Il obtient sa licence à l'université de Buenos Aires et obtient son doctorat à l'école de médecine avec une thèse sur la cinématique d'une enzyme, l'aldéhyde dehydrogénase. En 1958 le British Council lui procure les fonds pour pouvoir rejoindre le département de biochimie de l'université de Cambridge pour travailler sur le mécanisme d'activation de la phosphoglucomutase. Durant ce travail il collabore avec Frederick Sanger dont il rejoint l'équipe.
Milstein tourne son attention de l'enzymologie à l'immunologie et commence des recherches sur les anticorps, leurs structures et les mécanismes qui leur permettent d'être très diversifiés. En 1975, avec Georges Köhler, il développe la technique des hybridomes pour la production d'anticorps monoclonaux qui lui vaut le prix Nobel de physiologie ou médecine en 1984. Cette découverte permet une extension de l'exploitation des anticorps en science et en médecine.
Il fait plusieurs contributions majeures en technologie des anticorps, se focalisant sur l'utilisation des anticorps monoclonaux pour fournir des marqueurs permettant de distinguer différentes types de cellules. Il prévoit aussi le potentiel de l'abondance des ligands réactifs qui peuvent résulter de l'application de la technologie de l'ADN recombinant aux anticorps monoclonaux et inspire ainsi le développement de l'ingénierie des anticorps.
En dehors de son prix Nobel, Milstein reçoit de nombreuses récompenses, entre autres, le prix Wolf en 1980, le prix Gairdner en 1981 la médaille royale en 1982, le Prix Albert-Lasker pour la recherche médicale fondamentale en 1984, la médaille Copley en 1989 etc.
Milstein meurt le 24 mars 2002 à Cambridge à l'âge de 74 ans de la suite de problèmes cardiaques. Son épouse Celia meurt en 2020 à 92 ans.
Astéroïde (11776) Milstein est nommé en son honneur.